# Henryk Szymczak
Henryk Szymczak (ur. 15 lipca 1937 w Warszawie) – polski fizyk, zajmujący się fizyką ciała stałego, magnetyzmem, nadprzewodnictwem, spektroskopią, członek rzeczywisty Polskiej Akademii Nauk.

## Życiorys
W latach 1954–1957 studiował na Wydziale Fizyki Uniwersytetu Warszawskiego, następnie na Uniwersytecie Moskiewskim, gdzie w 1960 obronił pracę magisterską. W latach 1960–1962 pracował w Instytucie Badań Jądrowych w Dubnej. Następnie został pracownikiem Instytutu Fizyki PAN, tam w 1968 obronił pracę doktorską, w 1974 habilitował się, w 1983 otrzymał tytuł profesora nauk fizycznych. W latach 1986–1991 był dyrektorem ds. naukowych, w latach 1991-1999 dyrektorem Instytutu.
Od 1968 jest członkiem Polskiego Towarzystwa Fizycznego, w latach 1994-1997 był jego przewodniczącym. W 1991 został członkiem korespondentem, w 2007 członkiem rzeczywistym Polskiej Akademii Nauk, w latach 1999-2006 był przewodniczącym Wydziału III Nauk Matematycznych, Fizycznych i Chemicznych PAN, w latach 2011-2012 dziekanem Wydziału III Nauk Ścisłych i Nauk o Ziemi PAN. Od 1994 jest członkiem zagranicznym Narodowej Akademia Nauk Ukrainy, od 1994 członkiem korespondentem, od 2004 członkiem zwyczajnym Towarzystwa Naukowego Warszawskiego.
W 1994 został doktorem honoris causa Politechniki Częstochowskiej, w 2015 otrzymał Medal Mariana Smoluchowskiego.
W 1997 został odznaczony Krzyżem Oficerskim Orderu Odrodzenia Polski.
W 2004 został odznaczony rosyjskim Orderem Przyjaźni.
Jest współautorem (wraz z Andrzejem Szewczykiem, Andrzejem Wiśniewskim i Romanem Puźniakiem) podręcznika akademickiego Magnetyzm i nadprzewodnictwo, wydanego w 2012 nakładem Wydawnictwa Naukowego PWN.